# Mus macedonicus
Mus macedonicus (Миша македонська) — вид роду мишей (Mus).

## Середовище проживання
Країни проживання: Вірменія, Азербайджан, Болгарія, Грузія, Греція, Іран, Ізраїль, Йорданія, Ліван, Північна Македонія, Палестина, Сербія, Сирія, Туреччина. У Європі цей вид зафіксовано від рівня моря до 500 м над рівнем моря. Зустрічається в широкому діапазоні середовищ існування, зокрема це - оброблювані землі, сади, оливкові гаї, узбіччя доріг, піщані дюни, середземноморські  чагарники, щільна рослинність берегів річок. Миша відсутня в густих лісах і уникає людського житла. Вид обмежений середземноморськими районами, які отримують понад 400 мм опадів на рік.

## Загрози та охорона
Жодних серйозних загроз для цього виду нема. Проживає в деяких охоронюваних територіях.